# Colasposoma flavipes
Colasposoma flavipes é uma espécie de escaravelho de folha da República Democrática do Congo, descrito pelo entomologista alemão Edgar von Harold em 1877.